# Alberico da Barbiano (cruzador)
O Alberico da Barbiano foi um cruzador rápido operado pela Marinha Real Italiana e a segunda embarcação da Classe Condottieri. Sua construção começou em abril de 1928 nos estaleiros da Gio. Ansaldo & C. e foi lançado ao mar em agosto de 1930, sendo comissionado na frota italiana em junho do ano seguinte. Era armado com uma bateria principal composta por oito canhões de 152 milímetros montados em quatro torres de artilharia duplas, tinha um deslocamento carregado de quase sete mil toneladas e conseguia alcançar uma velocidade máxima de 37 nós.
O Alberico da Barbiano passou seus primeiros anos ocupando-se atividades normais com o resto da frota, porém participou da intervenção italiana na Guerra Civil Espanhola entre 1936 e 1937. Na Segunda Guerra Mundial, lutou da Batalha da Calábria em julho de 1940 e escoltou um comboio para o Norte da África. Foi tirado de serviço em setembro de 1940 e convertido em um navio de treinamento. O cruzador voltou ao serviço ativo em dezembro de 1941, porém foi afundado no mesmo mês na Batalha do Cabo Bon depois de ser torpedeado por contratorpedeiros britânicos.